# Bernardo Maria de Jesus
Bernardo Maria di Gesù (7 de novembro de 1831 - 9 de dezembro de 1911), nascido como Cesare Silvestrelli, era um padre católico romano italiano e um membro professo dos Passionistas. Entrou no noviciado por um breve período com um nome religioso diferente, embora a doença o obrigasse a sair, mas não o impediu de continuar a treinar e viver ao lado dos Passionistas. Ele voltou a entrar na ordem após sua ordenação e passou a ocupar vários cargos de liderança dentro de sua própria ordem; ele foi até comparado a São Paulo da Cruz, enquanto o Papa Leão XIII e o Papa Pio X o tinham em alta estima.
A sua beatificação foi celebrada a 16 de Outubro de 1988 na Praça de São Pedro e a sua festa litúrgica é aposta na data da sua morte, como é costume.

## Vida

### Educação e sacerdócio
Cesare Silvestrelli nasceu em 7 de novembro de 1831 em Roma como o terceiro de sete filhos dos nobres Gian Tommaso Silvestrelli (falecido em 1853) e Teresa Gozzani (falecido em 1846) e eram residentes da Piazza della Minerva desde que sua residência era no no. 38; ele foi batizado poucas horas depois de seu nascimento nos nomes Cesare Pietro em Santa Maria sopra Minerva. Seu irmão era Luigi (falecido em 20 de setembro de 1867). O funeral de seu pai contou com a presença de 120 franciscanos, 40 capuchinhos e 40 dominicanos.
Ele fez sua educação inicial no Colégio Romano dos Jesuítas (1840-47) e depois continuou seus estudos em um instituto no Oratório Caravita, além de uma série de escolas particulares. Ele foi atraído pelo carisma Passionista e entrou na ordem em 21 de fevereiro de 1854 (em Santi Giovanni e Paolo), antes de ser admitido no noviciado no convento de San Giuseppe em Monte Argentario em 25 de março de 1854. Recebeu o hábito religioso e recebeu o nome de "Luigi del Sacro Cuore di Maria" em 7 de abril de 1854. Mas foi forçado a deixar o noviciado em 3 de maio devido a problemas de saúde, embora continuasse morando com os Passionistas em outra casa da mesma cidade enquanto fazia estudos teológicos. Fez esses estudos com o padre Pacifico di San Giuseppe e de 31 de junho a 24 de agosto de 1855 viveu em Santi Giovanni e Paolo.
Silvestrelli recebeu a ordenação sacerdotal em 22 de dezembro de 1855 (como sacerdote diocesano, e não na vida religiosa) de Dom Giuseppe-Maria Molajoni. Ele então decidiu reinserir o pedido e então enviou outra inscrição antes de ser aceito. No dia 1º de abril de 1856 entrou novamente no noviciado, desta vez em Morrovalle, onde reassumiu o hábito e o novo nome religioso "Bernardo Maria di Gesù". Foi aqui que ele foi colega de classe do colega noviço Francesco Possenti. Emitiu a profissão perpétua em 28 de abril de 1857. Depois disso, ele seguiu seus estudos para a pregação e, uma vez concluído, foi designado primeiro como diretor dos alunos em Morrovalle (1860-1864) e depois como Mestre de Noviços no convento Passionista de Scala Santa (adjacente à Basílica de São João Latrão em Roma) de janeiro de 1865 a 1869.

### Liderança
Seu irmão Luigi morreu em 20 de setembro de 1867 e ele estava presente ao lado da cama de seu irmão quando ele morreu; assistiu ao funeral a 23 de setembro em Santa Maria sopra Minerva. Ele foi então nomeado reitor do convento Scala Santa e ocupou o cargo de 27 de maio de 1869 até 1875, após ser confirmado em 14 de abril de 1872. Foi aqui que - a 19 de setembro de 1870 - o Papa Pio IX visitou a escadaria que deu origem ao convento. O papa estava fazendo sua última visita aos locais sagrados de Roma antes da dissolução dos Estados Papais. Silvestrilli apoiou o Papa segurando em seu braço enquanto os dois homens subiam os degraus chorando juntos.
Em 7 de junho de 1875 foi eleito primeiro Conselheiro Provincial da província romana (mudou-se para Vetralla por um breve período) e mais tarde tornou-se Superior Vice-Provincial em julho de 1876. No Capítulo Geral de 4 de maio de 1878 foi eleito Superior Geral da Ordem e seu primeiro mandato durou até 1884. Nesta posição, ele trabalhou duro para reconciliar facções rivais na ordem e também fundou novas casas no exterior (mais ainda na América Latina, bem como no avanço da missão búlgara) e reformou os regulamentos da ordem; tinha a firme convicção de que o retorno ao espírito originário e à Regra do fundador poderia ser a fórmula singular para reviver o espírito do carisma. Em 1887 ele aceitou um pedido do Cardeal Francis Patrick Moran para enviar Passionistas à Austrália em 1887.
Foi reeleito Superior Geral em 1884 e renunciou ao cargo em 2 de janeiro de 1889 após tomar sua decisão em 1888. Em 1893, uma visão de seu ex-colega Possenti convenceu-o a participar do Capítulo Geral e ele foi novamente eleito Superior Geral (em 3 de maio), cargo para o qual foi reeleito novamente em 1899 (no primeiro votação) e em 8 de Maio de 1905 (na primeira votação). Ele assistiu a um retiro em Monte Argentario em agosto de 1890 e morou na menor cela enquanto passava longos períodos de tempo antes da Eucaristia em adoração. Ele estabeleceu uma casa internacional de estudos para estudantes Passionistas em Santi Giovanni e Paolo em Roma e visitou todas as províncias Passionistas do mundo, incluindo uma visita aos Estados Unidos da América em 1896. Foi nessa fase que ele desenvolveu artrose da coluna vertebral, que dificultou os movimentos da perna e do pescoço. Ele renunciou novamente em 7 de julho de 1907 (pela última vez), o que o Papa Pio X aceitou, mas o papa o nomeou como um "Onorario Generale" vitalício devido ao seu grande serviço durante o mandato e também como um sinal da estima do Papa. Ele era frequentemente elogiado como um segundo Paulo da Cruz e até o Papa Leão XIII e Pio X o consideravam alto o suficiente para lhe oferecer o cardinalato várias vezes, apesar de suas humildes recusas.

### Morte
Em 16 de junho de 1911 retirou-se para o convento Passionista em Moricone e morreu lá em 9 de dezembro de 1911 depois de cair de costas em um lance de escadas enquanto subia. Seus restos mortais foram posteriormente exumados e transferidos para o convento Moricone em 17 de abril de 1931.

## Beatificação
O processo de beatificação foi iniciado sob o Papa Pio XII em 13 de fevereiro de 1942 e ele foi intitulado Servo de Deus, enquanto a confirmação de seu modelo de vida cristã de virtude heroica permitiu ao Papa Paulo VI nomeá-lo Venerável em 18 de outubro de 1973. O Papa João Paulo II posteriormente beatificou Silvestrelli em 16 de outubro de 1998 na Praça de São Pedro.
O atual postulador da causa é o padre passionista Giovanni Zubiani.